# Кастет

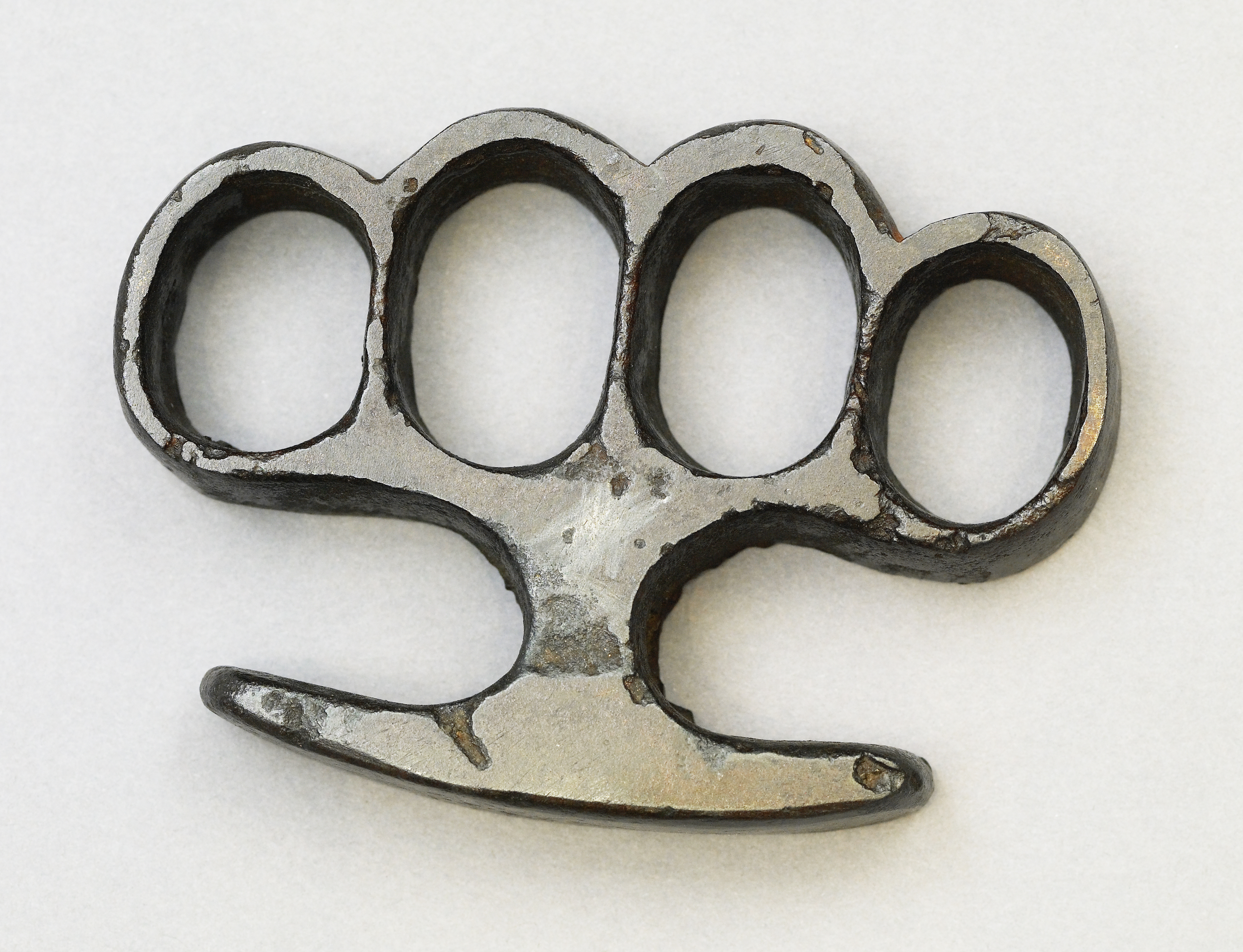
Кастет телохранителя президента США Авраама Линкольна. Фотограф Carol M. Highsmith. Национальный исторический музей Театр Форда

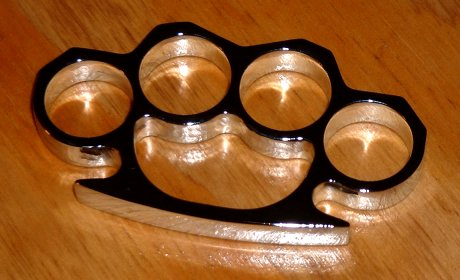
Кастет заводского изготовления

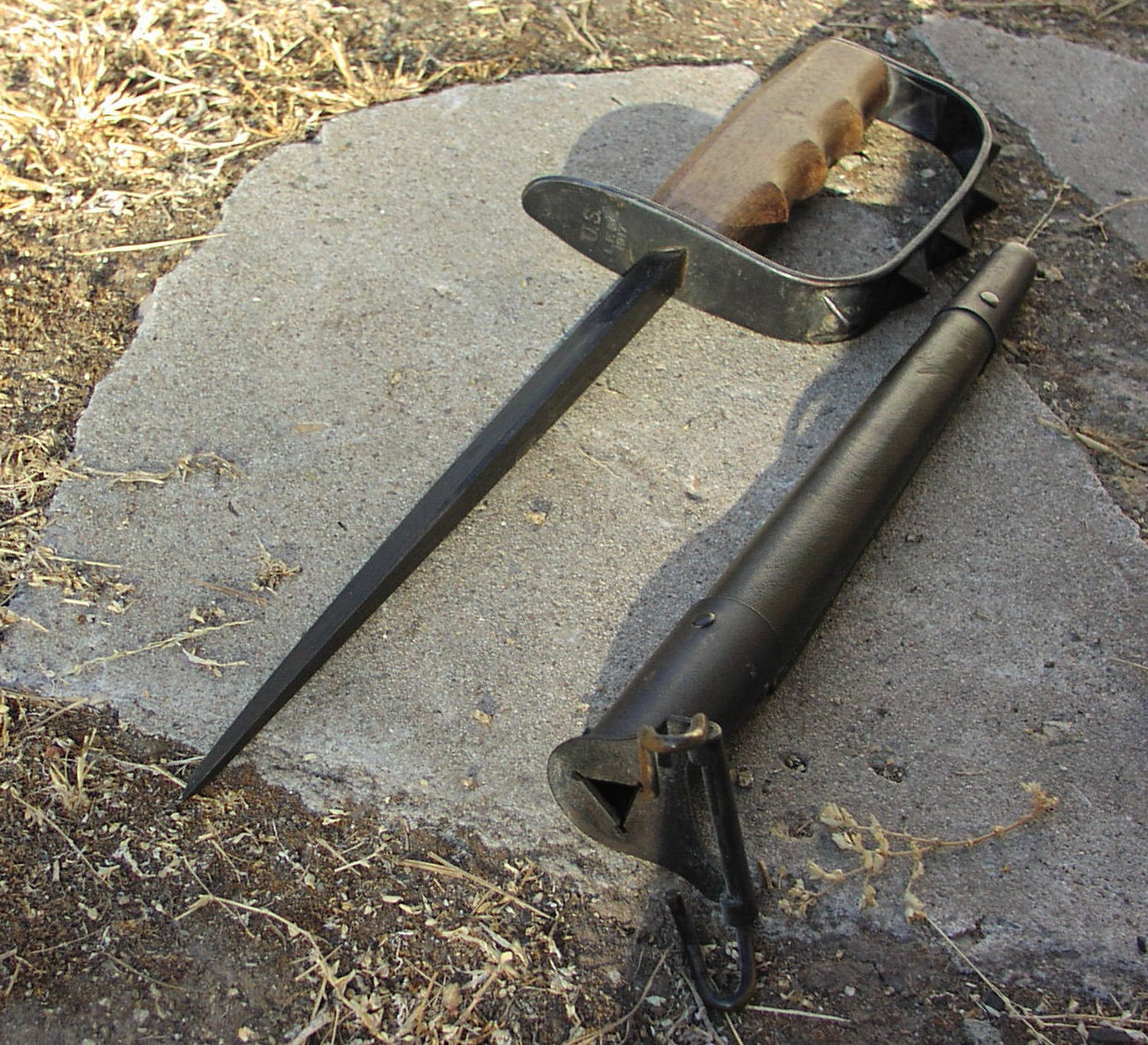
Американский 3-гранный стилет-кастет Mark 3 образца 1917 года, разновидность траншейного ножа

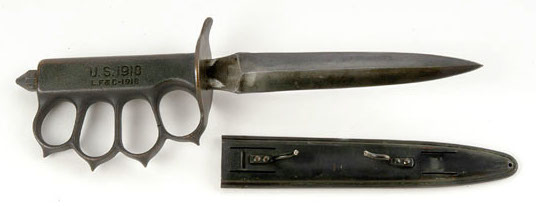
Американский обоюдоострый кинжал-кастет М 1918

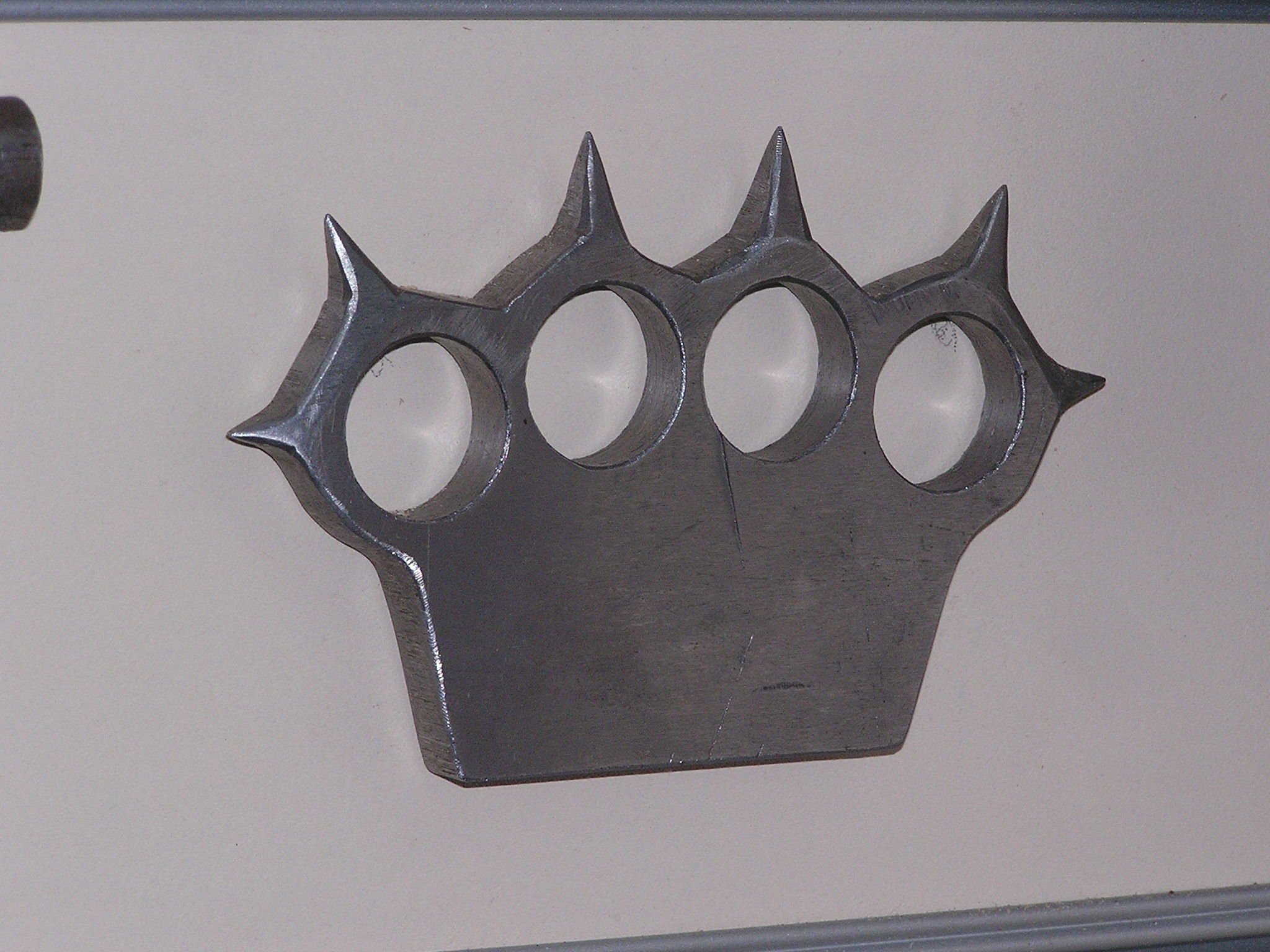
Кустарный кастет с шипами

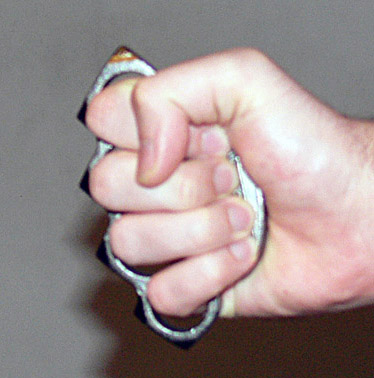
Удержание кастета в руке

Касте́т (от фр. casse-tête, от casser — «разбивать» и tête — «голова») — контактное ударно-раздробляющее оружие для кулачного боя из твёрдого материала, надеваемое на пальцы или зажимаемое между ними, с гладкой или шипованной боевой частью.
Прообразом кастетов считаются античные цесты — боевые безпальцевые перчатки из толстой кожи с закреплёнными на них металлическими шипами.
Кастет, несмотря на простоту конструкции, является весьма опасным оружием, сильный удар кастетом может причинить травмы различной степени тяжести, вплоть до смертельных. Кастет изготавливают заводским (или кустарным) способом из твёрдых металлов или сплавов (латунь, дюралюминий), твёрдой пластмассы (часто из текстолита или эбонита), кости или другого твёрдого материала. Обычно в пластине делают отверстия для пальцев. Кастеты классической формы имеют общую часть (с шипами или без них), упор и стойку упора. Самодельные кастеты могут иметь упрощённую конструкцию (без упора, с одним отверстием для четырёх пальцев). Простейший кастет из свинца (или просто зажимаемый в кулаке свинцовый груз продолговатой формы) носит название «свинчатка». Как вариант кастета можно рассматривать перчатки со вшитыми металлическими утяжелителями.
Оружейники считают, что именно вес определяет силу и мощность раздробления кастетом чего-либо. Оказалось, что 150 граммов является минимальным весом для применения этого оружия для раздроблении предметов. Раздробляющее действие обеспечивают металлические выступы на поверхности кастета. Также специалистами выяснено, что определяющим свойством кастета является прочность или крепость. «Ударная» масса не несёт главного смысла. Эта точка зрения подтверждается тем, что во Франции делали кастеты массой 20—75 граммов. Они очень широко использовались. Именно во Франции впервые стали изготавливать кастеты с принципиально новой конструкцией. В них стойка наклонена и упирается в запястье. Часть, определяющая силу удара, напоминает шар, поэтому и сильна боль, наносимая таким кастетом.
Известны ножи с рукоятью в виде кастета (к примеру, американские траншейные ножи времён Первой мировой войны, англ. knuckle knife). Некоторые модели боевых ножей (например, стилет V-42) имеют на головке рукояти острый шип, предназначенный для нанесения ударов по голове (skull-crusher — «череподробитель»).

## Законность и распространение
Будучи предметом, конструктивно предназначенным для поражения живой (или иной) цели при помощи мускульной силы человека при непосредственном контакте с объектом поражения, кастет признан холодным оружием.
- Кастеты продают свободно в Бразилии, граждане могут беспрепятственно носить их для самообороны[6]. По-португальски называют Soco Inglês (с порт. — «английский пробиватель» (English Punch)).
- В таких странах, как Франция и Швеция кастеты свободно продают совершеннолетним, однако носить их с собой запрещено. Французское название кастета poing américain (с фр. — «американский кулак»).
- В США полиция и суд каждого штата по-своему принимает решения о разрешении или запрете продажи кастетов.
- В Российской империи в XIX веке ношение кастетов запрещали[7]. В современной РФ в соответствии со статьёй 6 Федерального закона РФ «Об оружии» оборот кастетов в качестве гражданского оружия (то есть оружия, предназначенного для использования гражданами РФ) — запрещён. Аналогично запрещены кастеты в Канаде, Австралии, Германии, Норвегии, Австрии, Бельгии, Хорватии, Великобритании, Испании, Португалии, Боснии и Герцеговине, Украине и Нидерландах.

В некоторых популярных у российских туристов странах (Турции, Таиланде и Китае) кастеты свободно продают, многие российские туристы приобретают их как сувениры (так же как и сюрикены, электрошокеры, шпионские авторучки и некоторые другие предметы) и везут домой, но в России — более строгое законодательство в области холодного оружия и специальных средств и за попытку ввоза кастетов предусмотрена административная ответственность (уголовная в текущем российском законодательстве осталась только за контрабанду огнестрельного оружия, взрывчатых, ядовитых, радиоактивных веществ, наркотиков).